# 紅翼臼牙脂鯉
紅翼臼牙脂鯉為輻鰭魚綱脂鯉目脂鯉亞目锯脂鲤科的其中一個種。分布於南美洲亞馬遜河、奧里諾科河及圭亞那淡水流域，體長可達39公分，棲息在沿岸植被生長茂密的靜止水域，成群活動，以植物為食，生活習性不明，可作為食用魚及觀賞魚，強而有力的牙齒可能會造成創傷。

## 扩展阅读
維基物種上的相關：紅翼臼牙脂鯉